# محاكاة طبية

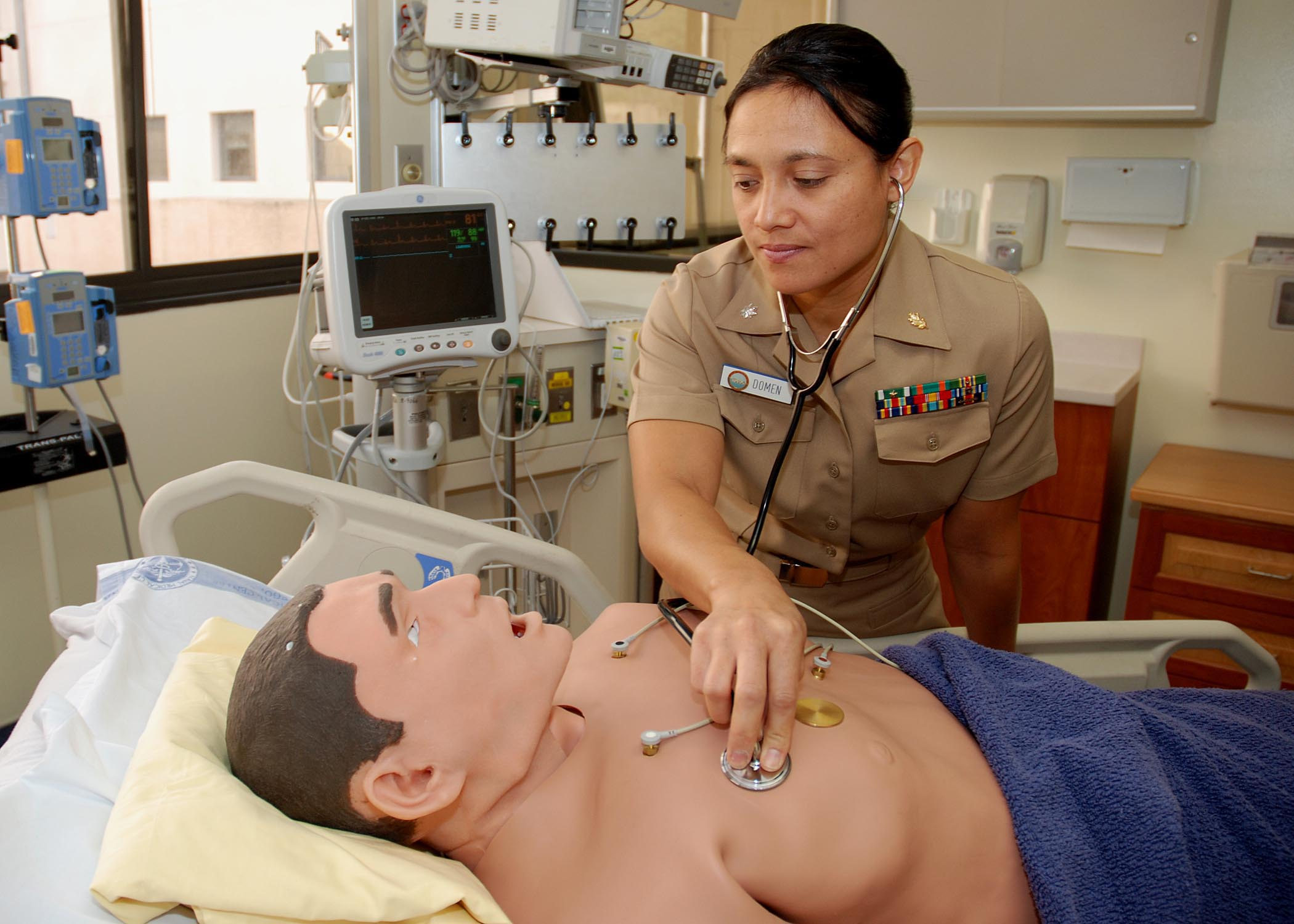

المحاكاة الطبية، أو بشكل أوسع، محاكاة الرعاية الصحية، هي فرع من المحاكاة يتعلق بالتعليم والتدريب في المجالات الطبية المختلفة. يمكن إجراء المحاكاة في الصفوف الدراسية، في البيئات الظرفية، أو في الأماكن المصممة خصيصًا لممارسة المحاكاة. يمكن أن يتضمن مجسمات لمرضى بشريين -صنعية أو بشرية أو مزيج من الاثنين، وثائق تعليمية مع مجسمات مفصلة، تقييم الإصابات في الحفاظ على أمن الوطن وفي المواقف العسكرية، وخدمات الطوارئ، ودعم وظائف الصحة الافتراضية بالمحاكاة الهولوغرافية ثلاثية الأبعاد. في الماضي، كان الغرض الرئيسي منها هو تدريب المهنيين الطبيين بغرض تقليل الأخطاء أثناء الجراحة وتقديم الوصفات الطبية والتدخل في الأزمات والممارسة العامة. بالإضافة إلى طرق استخلاص المعلومات، تستخدم الآن أيضًا لتدريب الطلاب في علم التشريح وعلم وظائف الأعضاء والتواصل أثناء الدراسة.

## التاريخ
استخدمت المحاكاة الحديثة للتدريب لأول مرة من قبل أطباء التخدير للحد من الحوادث. عندما ارتفعت شعبية المحاكاة خلال ثلاثينيات القرن الماضي بسبب اختراع جهاز لينك للتدريب للتطبيقات الجوية والعسكرية، حاول عديد من الخبراء الميدانيين المختلفين تكييف المحاكاة مع احتياجاتهم الخاصة. نظرًا للقيود في التكنولوجيا والمعرفة الطبية الكلية في ذلك الوقت، لم تُعتبر المحاكاة الطبية طريقة مقبولة للتدريب حتى وقت لاحق. عندما ظهرت فعالية التكلفة وقدرة المحاكاة على إجراء التدريب في الاستخدام العسكري المكثف، توسعت تكنولوجيا الأجهزة والبرمجيات بشكل كبير، ووُضعت المعايير الطبية، وأصبحت المحاكاة الطبية ممكنة بالكامل وبأسعار معقولة، رغم أنها ظلت غير موحدة، وغير مقبولة على نطاق واسع من قبل المجتمع الطبي الكبير. 

## المحاكاة الطبية الحديثة
يستخدم البورد الأمريكي لطب الطوارئ تكنولوجيا المحاكاة الطبية من أجل تقييم مستوى الطلاب بدقة باستخدام «سيناريوهات المريض» خلال فحوص البورد الشفوية. ومع ذلك، تعد هذه الأشكال من المحاكاة بعيدة كل البعد عن النماذج عالية الدقة التي ظهرت منذ تسعينيات القرن العشرين. 
نظرًا لحقيقة أن تكنولوجيا المحاكاة بالكمبيوتر ما زالت جديدة نسبيًا فيما يتعلق بمحاكاة الطيران والمحاكاة العسكرية، ما زالت توجد الكثير من الأبحاث التي يتعين القيام بها لإيجاد أفضل طريقة لمقاربة التدريب الطبي من خلال المحاكاة، والتي ما زالت غير موحدة على الرغم من أنها قُبلت عالميًا واحتضنت من المجتمع الطبي بشكل متزايد. ومع ذلك، تتحقق خطوات كبيرة ناجحة فيما يتعلق بالتعليم الطبي والتدريب. رغم أن مجموعة من الدراسات أظهرت أن الطلاب المتدربين من خلال المحاكاة الطبية يملكون درجات أعلى ومعدلات احتفاظ أكبر من أولئك المتدربين من خلال الوسائل التقليدية.
وضع مجلس المدراء المقيمين التوصيات التالية للمحاكاة:
1. المحاكاة أداة مفيدة لتدريب السكان وفي تقييم الكفاءة. الكفاءات الأساسية الأكثر أهمية للتدريب القائم على المحاكاة هي رعاية المرضى، ومهارات التعامل مع الآخرين، والممارسة القائمة على النظم.
2. مناسبة لتقييم الأداء ولكن يوجد شح في الأدلة التي تدعم صلاحية المحاكاة في مجال الترقية أو تقديم الشهادة.
3. توجد حاجة للتوحيد والتخصيص في استخدام المحاكاة لتقييم الأداء.
4. يجب أيضًا تنسيق الحالات والأدوات وتوحيدها ليمكن للمعلمين في طب الطوارئ استخدام البيانات والاعتماد عليها من أجل التناتجية والموثوقية والصلاحية.[4]

أصدرت جمعية الجراحين المتدربين توصيات لإدخال المحاكاة في التدريب الجراحي وتأكيد دورها.

## مراكز المهارات والمحاكاة السريرية للمحاكاة الطبية
النوعان الرئيسيان من المؤسسات الطبية التي تدرب الأفراد من خلال المحاكاة الطبية هي كليات الطب والمستشفيات التعليمية. وفقًا لنتائج دراسة استقصائية أجرتها رابطة كليات الطب الأمريكية، يغطي محتوى المحاكاة الذي يدرَس في كليات الطب أربع سنوات دراسية؛ بينما تستخدم المستشفيات عمليات المحاكاة خلال فترة الإقامة والتخصص. يعد الطب الباطني وطب الطوارئ وطب التوليد والنساء وطب الأطفال والجراحة والتخدير من المجالات الأكثر شيوعًا التي تُدرس في كليات الطب والمستشفيات. ذكرت رابطة كليات الطب الأمريكية وجود ستة أنواع رئيسية لمراكز المحاكاة -موقع المنشأة والوحدات المركزية واللامركزية والوحدات المتنقلة وغيرها أو مزيج صغير من المركزية واللامركزية، والمركزية والمتنقلة. معظم مراكز المهارات والمحاكاة السريرية تكون تابعة للمنشآت الطبية، 84% للمدارس الطبية و 90% للمستشفيات التعليمية. معظم مراكز المحاكاة التي توجد في موقع مركزي، 77% للمدارس الطبية و 59% للمستشفيات التعليمية. تحتوي مواقع مراكز المهارات والمحاكاة السريرية التابعة للكليات الطبية المعروفة على غرف للتدرب ضمن سيناريوهات على عملية استخلاص المعلومات، غرف موحدة لفحص المرضى، مدرب مهمات جزئي، مكاتب، منطقة مراقبة، غرفة تحكم، صف ومخزن. وسطيًا، يمكن أن تضم مراكز المهارات والمحاكاة السريرية التابعة للكليات الطبية نحو 27 غرفة مخصصة للتدريب على عمليات المحاكاة.

## تصميم مركز المحاكاة الطبية وعملياته
مركز المحاكاة الطبية هو مركز تعليمي ضمن بيئة سريرية. العناصر الرئيسية في تصميم مركز المحاكاة هي شكل المبنى وطرق استخدام الغرف والتكنولوجيا. لإبعاد الشكوك عن المتدربين أثناء سيناريوهات المحاكاة، يجب تصميم بيئة واقعية. قد تتضمن البيئة جوانب مدمجة غير ضرورية في أنشطة المحاكاة، ولكنها تلعب دورًا كبيرًا في سلامة المرضى. على سبيل المثال، تظهر العديد من التقارير أن سقوط المريض وإصاباته تحدث غالبًا في حمام المستشفى، لذلك صُممت غرف المحاكاة بمساحات مخصصة للحمام. لكي يكون مركز المحاكاة ناجحًا، يجب أن يكون على مسافة قريبة من المهنيين الطبيين الذين سيستخدمونه.
غالبًا ما تكون هيئة التدريس السريري والطبي مسؤولة عن العمليات اليومية لمراكز المحاكاة، بالإضافة إلى المسؤوليات الأخرى. ومع ذلك، أصبحت التكنولوجيا التي ترتبط بالمحاكاة الطبية معقدة، وتحتاج إلى متخصصين. في عام 2014، قدمت جمعية المحاكاة في الرعاية الصحية شهادة أخصائي عمليات محاكاة الرعاية الصحية. تسعى هذه شهادة إلى توحيد وتوثيق الحد الأدنى من الكفاءات التي يوضحها أخصائيو عمليات مركز المحاكاة.

## استخلاص المعلومات والتعليم في المحاكاة الطبية
تعود أصول عملية استخلاص المعلومات إلى الجيش، إذ كان يُطلب من المشاركين عند العودة من مهمة أو مناورات حربية، تشكيل مجموعة وإعادة سرد ما حدث معهم. كان الهدف الأساسي لهذه التجمعات تطوير استراتيجيات جديدة لاستخدامها في الأحداث المستقبلية؛ إصافةً إلى كونها توفر فرصة تعلم للأعضاء الآخرين في الفريق الذين لم يحضروا الأحداث التي استُخلصت معلوماتها.
في مجال علم النفس، تُستخدم عملية استخلاص المعلومات في معالجة الأحداث الصادمة. هنا، يصب التركيز على سرد الأحداث. في بيئة منسقة، يسترجع المشاركون الأحداث التي مروا بها ويراجعون الحقائق ويشاركون ردود الفعل فيما بينهم ويشكلون معنى مشتركًا للأحداث. الهدف من ذلك هو الحد من التوتر وتسريع عملية الشفاء الطبيعي والمساعدة في كل من المعالجة المعرفية والعاطفية للتجربة.

### نظرية المحاكاة واستخلاص المعلومات والتعليم
يدعم التعلم التجريبي، الذي يستند إلى علماء بارزين مثل جون ديوي وجان بياجيه وكارل روجرز وغيرهم، التعلم القائم على المحاكاة. يشار إليه في كثير من الأحيان باسم «التعلم عبر الممارسة»، أو على نطاق أوسع، «نظرية التجربة»، تنص نظرية التعلم التجريبي على أن التجربة تلعب دورًا رئيسيًا في التعلم والتطوير البشري. تتوافق المبادئ الستة لنظرية التعلم التجريبي مع المحاكاة التعليمية. هذه المبادئ هي:
1. إشراك الطلاب في عملية تعزز التعلم. ويشمل ذلك «التغذية الراجعة حول فعالية جهودهم التعليمية» والتركيز على العملية، وليس النتيجة.
2. يملك الطلاب معتقدات وأفكار مسبقة. ستؤدي العملية التي تستخلص هذه المعتقدات والأفكار، بقصد إعادة فحصها وإعادة اختبارها في موضوع معين من أجل استيعاب الأفكار الجديدة، إلى التعلم.
3. التعلم هو عملية تتنقل بين التأمل والممارسة والشعور والتفكير. «الصراع والاختلافات والخلافات هي ما تدفع عملية التعلم»؛ تحليل هذه الأمور هو ما يؤدي إلى التعلم.
4. يحدث التعلم ضمن التفاعلات بين الشخص والبيئة المحيطة به.
5. التعلم أكثر من مجرد معرفة، إذ ينطوي على التفكير والشعور والإدراك والسلوك.
6. يستند التعلم إلى الفلسفة البنائية. «التعلم هو عملية خلق المعرفة».[10]